# Six (serie televisiva)
Six (resa graficamente SIX) è una serie televisiva statunitense in onda dal gennaio 2017 sulla rete televisiva History, creata e prodotta da William Broyles Jr. e da suo figlio David Broyles.
La serie è stata rinnovata per una seconda stagione composta da 10 episodi, trasmessa dal 30 maggio 2018.
Il 29 giugno 2018, la serie viene cancellata dopo due stagioni.

## Trama
Ispirata a fatti realmente accaduti, la serie racconta le missioni e la vita quotidiana dei militari della United States Naval Special Warfare Development Group, noti come SEAL Team Six, appartenenti all'unità antiterrorismo delle Forze Armate degli Stati Uniti in Afghanistan. I membri del Team Six scopriranno che un cittadino statunitense sta collaborando con i terroristi talebani, complicando la loro missione.

## Personaggi e interpreti
- Richard "RIP" Taggart, interpretato da Walton Goggins
- Joe "Bear" Graves, interpretato da Barry Sloane
- Alex Caulder, interpretato da Kyle Schmid
- Ricky "Buddha" Ortiz, interpretato da Juan Pablo Raba
- Robert Chase, interpretato da Edwin Hodge
- Michael Nasry, interpretato da Dominic Adams
- Lena Graves, interpretata da Brianne Davis
- Jackie Ortiz, interpretata da Nadine Velazquez
- Na'omi Ajimuda, interpretata da Nondumiso Tembe
- Armin "Fishbait" Khan, interpretato da Jaylen Moore
- Beauregard  "Buck" Buckley, interpretato da Donny Boaz

## Episodi
| Stagione         | Episodi | Prima TV originale | Prima TV Italia |
| ---------------- | ------- | ------------------ | --------------- |
| Prima stagione   | 8       | 2017               | inedita         |
| Seconda stagione | 10      | 2018               | inedita         |

## Produzione
La serie è prodotta da A+E Studios in collaborazione con la The Weinstein Company dei fratelli Weinstein. I primi due episodi sono diretti da Lesli Linka Glatter, che figura anche tra i produttori esecutivi.
Inizialmente il ruolo principale di Richard "RIP" Taggart era stato affidato a Joe Manganiello, che è stato costretto ad abbandonare il progetto a produzione in corso a causa di problemi di salute. Walton Goggins è stato scelto per sostituirlo e ha dovuto rigirare tutte le scene già girate da Manganiello, quasi due episodi completi. Anche Christopher Backus era stato ingaggiato per far parte del cast, ma ha lasciato il progetto per lavorare nella serie televisiva Roadies.